# Horácké Dolsko
Horácké Dolsko je etnografický region na jihozápadní Moravě, tvořící jihovýchodní okraj Horácka. Přibližně jde o průnik širšího Horácka s okresem Znojmo, případně přesahující i do okresu Třebíč. Region tvoří severní část okresu Znojmo, resp. tu jeho část, která nebyla po druhé světové válce vysídlena. Někdy se bere za součást Podhorácka, s nímž bezprostředně sousedí. Naopak za součást Dolska se někdy považovalo i podhorácké Moravskobudějovicko a Jemnicko.
Místními středisky jsou Moravský Krumlov, Jevišovice, Višňové, na pomezí je Miroslav a také největší zdejší město Znojmo.